# Iron Gland
Iron Gland é uma breve regravação/paródia da clássica "Iron Man" pelo Black Sabbath, gravada para o álbum de 1992 do Alice in Chains, chamado Dirt.
Não é mencionada na relação de faixas impressa na parte de trás do álbum, mas foi mais tarde nomeada na compilação Music Bank lançada em 1999. No álbum, o número da faixa está listado, mas nenhum título de canção está impresso. Também há alguns títulos alternativos (incorretos) à canção: a loja iTunes lista a canção como "Iron Man" enquanto a cdscan lista como "Intro (Dream Sequence)".
Apresenta vocais por Tom Araya do Slayer, que a banda trouxe para que ele pudesse dar um de seus conhecidos gritos.